# 卡梅隆·巴爾斯托
卡梅隆·巴爾斯托（英語：Cameron Bairstow，1990年12月7日—），澳大利亞籃球運動員。他現在效力於NBA球隊芝加哥公牛。他之前曾效力於新墨西哥州大學的籃球隊。他也代表澳大利亞國家男子籃球隊參賽。

## 外部連結
- 卡梅隆·巴爾斯托在国际奥林匹克委员会的资料